# Уайт Ривер в Шароне
«Уайт Ривер в Шароне» (англ. White River at Sharon) — акварель американского художника-реалиста Эдварда Хоппера. Была написана в сентябре 1937 года, когда Хоппер с женой навещали друзей на ферме в Шароне, штат Вермонт. Хранится в Смитсоновском институте в Вашингтоне.